# Resistenza agli antibiotici
La resistenza agli antibiotici, o antibiotico-resistenza, è un fenomeno per il quale un batterio risulta resistente all'attività di un farmaco antimicrobico.

## Storia
Nel 1952 è stato isolato un ceppo di Shigella multi-resistente (tetracicline, streptomicina e sulfamidici) isolati ceppi multi-resistenti fino a 5 antibiotici.
Nel 1959 la resistenza multipla era trasferibile da Shigella ad E. coli per trasmissione genica.
Negli anni, l'antibiotico-resistenza è diventata sempre più importante, soprattutto per quanto riguarda ceppi batterici la cui sensibilità a certi farmaci sembrava indiscussa (ad esempio Salmonella e cloramfenicolo); una delle principali cause di questa tendenza è un uso improprio degli antibiotici.
Dopo 30 anni di assenza di nuovi classi di antibiotici, nel 2025 è stata annunciata la scoperta della Lariocidina, un antibiotico peptidico naturalmente prodotto da un batterio del suolo chiamato Paenibacillus. Può sfidare anche alcuni dei batteri più resistenti del pianeta, perché attacca i germi in modo diverso dagli altri antibiotici, legandosi direttamente al macchinario di sintesi proteica degli agenti infettivi e inibendone la capacità di crescere e sopravvivere.
Si lega al ribosoma dove impedisce ai batteri di produrre proteine, essenziali per il funzionamento delle cellule, e ne provoca la morte.
La sostanza non è tossica per l'uomo, soggetta ad antibiotico-resistenza e lavora bene sui modelli animali (topi trattati col Acinetobacter Baumannii).
Essa necessita di ingente tempo e risorse per essere prodotta in quantità sufficientemente grandi da consentirne lo sviluppo clinico.
Nel 2025 è stata annunciata la scoperta della kineomicina, che che necessita di ulteriori studi sia in vivo che in vitro. La sostanza è stata tenuta mediante l'applicazione della bioinformatica in silicio alla diversità microbica.

## Distinzioni
La resistenza può essere naturale o acquisita:
- naturale, come quella dei micoplasmi che, non avendo parete cellulare, hanno una resistenza verso gli antibiotici che hanno la parete come target specifico (vedi penicilline, cefalosporine ecc.) o ancora gli enterococchi, che risiedono nel tratto intestinale ed utilizzano l'acido folico assorbendolo dall'esterno, risultando quindi resistenti ai sulfamidici;
- acquisita, che è generalmente scatenata da una precedente esposizione del patogeno all'antibiotico, e si attua secondo diversi meccanismi di cui i principali sono: la modifica del target batterico, la produzione da parte del batterio di enzimi inattivanti l'antibiotico, la ridotta permeabilità all'antibiotico, e l'efflusso attivo che induce l'uscita dell'antibiotico stesso dalla cellula grazie ad un sistema di pompe attive.

Le farmaco-resistenze che si instaurano in seguito a modificazioni genetiche possono essere distinte in:
- cromosomiche, dette anche  endogene, dovute a mutazioni spontanee, cioè provocate da meccanismi biochimici che operano normalmente nella cellula e che hanno un'intrinseca capacità di errore, per il locus cromosomico che controlla la sensibilità al farmaco e caratterizzate da una frequenza estremamente bassa.
- extracromosomiche, definite anche esogene, controllate da plasmidi o da trasposoni, cioè frammenti di DNA privi di meccanismi di replicazione autonoma e che "saltano" da un cromosoma ad un altro cromosoma o ad un plasmide trasmissibili da un microrganismo ad un altro e caratterizzate da una frequenza più elevata.

## Abuso degli antibiotici
(Paul L. Marino, The ICU Book)
L'abuso e l'utilizzo inappropriato degli antibiotici hanno contribuito alla comparsa di batteri resistenti. Il problema è ulteriormente aggravato dalla auto-prescrizione di antibiotici da parte di individui che ne assumono senza la prescrizione di un medico qualificato, e dall'uso sistematico degli antibiotici come promotori della crescita in zootecnia. Gli antibiotici vengono spesso prescritti per situazioni in cui il loro uso non è giustificato (per esempio nei casi in cui le infezioni possono risolversi senza trattamento). L'uso eccessivo di antibiotici come la penicillina e l'eritromicina, che un tempo erano considerate "cure miracolose", sono state associate con la resistenza emergenti dal 1950. L'uso terapeutico degli antibiotici negli ospedali si è visto essere associato ad un aumento di multi-batteri resistenti agli antibiotici.
Forme comuni di uso improprio di antibiotici comprendono: l'uso eccessivo di antibiotici nella profilassi dei viaggiatori; in caso di prescrizione medica, la mancata presa in considerazione del peso del paziente e della storia del precedente uso di antibiotici, dal momento che entrambi i fattori possono influenzare fortemente l'efficacia di una prescrizione di cura per antibiotici; il mancato rispetto dell'intero corso prescritto di antibiotico, l'omissione nel prescrivere o nel seguire il corso del trattamento secondo precisi intervalli giornalieri (ad esempio, "ogni 8 ore" o semplicemente "3 volte al giorno"), o il mancato riposo per il recupero sufficiente a consentire la liquidazione dell'organismo infettante. Tutte queste pratiche citate possono facilitare lo sviluppo delle popolazioni batteriche resistenti agli antibiotici. Un inappropriato trattamento antibiotico costituisce un'altra comune forma di abuso di antibiotici.
Un esempio comune di errore è la prescrizione e l'assunzione di antibiotici per trattare le infezioni virali come il raffreddore comune, su cui non hanno alcun effetto. Uno studio sulle infezioni del tratto respiratorio ha trovato che "i medici erano più inclini a prescrivere antibiotici ai pazienti che hanno creduto se lo aspettassero, anche se correttamente identificandone la necessità solo per circa 1 su 4 di questi pazienti". Interventi multifattoriali rivolti sia a medici e pazienti possono ridurre l'inappropriata prescrizione di antibiotici. Il ritardo nella somministrazione di antibiotici per 48 ore nell'attesa di una risoluzione spontanea delle infezioni del tratto respiratorio può ridurre l'utilizzo di antibiotici; tuttavia, questa strategia può ridurre la soddisfazione dei pazienti.
L'uso profilattico degli antibiotici negli allevamenti industriali tramite i mangimi, è causa della diffusione di antibiotici resistenti.

## Principali meccanismi di antibiotico-resistenza
- Ridotta affinità per il bersaglio (il gene che produce il bersaglio dell'antibiotico subisce una mutazione piccola, tale per cui il bersaglio continua a funzionare, anche se con una funzionalità drasticamente ridotta, ma non interagisce più con l'antibiotico); è un esempio di resistenza cromosomica.
- Iperproduzione del bersaglio (il gene che produce il bersaglio dell'antibiotico subisce una mutazione tale per cui viene sovr-espresso); è un esempio di resistenza cromosomica.
- Inattivazione intracellulare dell'antibiotico (provocata dalla produzione di enzimi che inattivano l'antibiotico es. beta lattamasi, cloramfenicolo acetil-transferasi); è un esempio di resistenza extracromosomica.
- Diminuita penetrazione dell'antibiotico nella cellula batterica (dovuta alla produzione di trasportatori di membrana che riconoscono ed estrudono l'antibiotico dalla cellula); è un esempio di resistenza extracromosomica.
- Sostituzione del bersaglio (il bersaglio di un antibiotico viene sostituito da un'altra molecola che svolge le medesime funzioni ma con cui l'antibiotico non interagisce); è un esempio di resistenza extracromosomica.
- Autoproduzione della matrice extracellulare dei biofilm batterci, aggregazioni organizzate di microorganismi che favoriscono la resistenza agli antibiotici e al sistema immunitario.[10]

Un esempio importante e attuale di antibiotico-resistenza è la meticillino-resistenza relativa agli stafilococchi e, in particolare, Staphylococcus aureus. Gli stafilococchi meticillino-resistenti rappresentano una delle principali cause di infezioni nosocomiali. Tali batteri presentano una proteina, definita PBP 2a, che presenta scarsa affinità a tutti gli antibiotici β-lattamici, cioè le penicilline e le cefalosporine, rispetto alla normale forma della proteina PBP 2.
Un altro importante esempio di resistenza antibiotica è la vancomicino-resistenza degli enterococchi. La vancomicina è una molecola ad alto peso molecolare che impedisce la produzione del peptidoglicano, la principale componente della parete cellulare batterica (l'inibizione della produzione del peptidoglicano determina l'incapacità della cellula di mantenere la propria forma per la forte pressione osmotica tra interno ed esterno della cellula; di conseguenza la cellula tende ad incamerare acqua, scoppia e muore). Questa resistenza agli antibiotici prevede l'acquisizione di un trasposone, costituito da nove geni. Una delle proteine codificate da questi geni, detta Van S, si colloca all'esterno della cellula batterica, e, in presenza della vancomicina, è in grado di legarsi ad essa, determinando la nascita di un segnale intracellulare. Tale segnale provoca la produzione di altre proteine che, attraverso un meccanismo complesso, sostituiscono il bersaglio della Vancomicina con un'altra molecola che l'antibiotico non è in grado di riconoscere. In questo modo, la Vancomicina è resa totalmente inattiva.

## L'antibiogramma
È particolarmente importante, specialmente in ambito clinico, eseguire l'antibiogramma, vale a dire la valutazione in vitro della sensibilità batterica ai chemio-antibiotici.
L'antibiogramma è un metodo che consente di valutare l'entità dell'efficacia di un antibiotico su microorganismi isolati, cioè tolti dal loro ambiente di infezione e portati in terreno di coltura. Ecco elencati i principali procedimenti dell'antibiogramma:
- si preleva un campione di fluido corporeo dal paziente (urine, feci, saliva, tampone oro-faringeo) e si isolano i microorganismi presenti in terreno di coltura massimo, omogeneizzandoli il più possibile in maniera tale che le varie colonie siano costituite dallo stesso organismo;
- si preleva una di queste colonie e la si trasferisce in un altro terreno di coltura, omogeneizzando il più possibile i microorganismi presenti nella superficie del terreno;
- una volta formatesi delle colonie si prende uno strumento, dotato di piccoli cilindri all'interno dei quali sono presenti dei dischetti imbevuti di antibiotico (naturalmente ogni dischetto sarà imbevuto di un determinato antibiotico in modo tale da analizzare l'entità dell'efficacia di vari antibiotici contemporaneamente);
- questi dischetti vengono fatti scivolare sulla superficie del terreno, in maniera tale da far diffondere il farmaco nell'agar;
- si noterà la formazione di zone di "non crescita" attorno ai vari dischetti, dette aloni di inibizione, provocate dal fatto che l'antibiotico, diffusosi nell'agar, ha inibito la crescita batterica, determinando, appunto, la formazione di tali aloni. Pertanto, maggiore è l'ampiezza dell'alone di inibizione di un certo antibiotico, maggiore sarà l'efficacia di quell'antibiotico verso quel microrganismo. Tuttavia l'antibiogramma presenta un limite importante, cioè richiede molto tempo (circa due-tre giorni) in modo tale da permettere la crescita delle colonie. Perciò tale metodo non si può utilizzare in caso di emergenze, nelle quali si utilizzano inizialmente antibiotici a largo spettro.

Dal punto di vista strettamente biologico, i termini sensibile e resistente esprimono la capacità o meno di un microrganismo di moltiplicarsi in presenza di una data concentrazione del farmaco.
Da un punto di vista clinico, un microrganismo può essere considerato sensibile ad un antibiotico se indagini condotte in vitro suggeriscono che un paziente infettato da quel microrganismo ha, probabilmente, la capacità di rispondere favorevolmente al farmaco, se somministrato in quantità appropriata. Il termine resistente pertanto implica che l'infezione, probabilmente, non risponde a tale terapia.
Nella pratica, il grado di sensibilità viene spesso definito quantitativamente come la più bassa concentrazione di antibiotico capace di inibire la crescita di un microrganismo. Tale concentrazione è nota come Concentrazione Minima Inibente (MIC) cioè la minima concentrazione di un antibiotico che permette la completa inibizione, o quasi, della crescita batterica in determinate condizioni.
In genere gli antibiotici, inibendo la riproduzione batterica per un periodo abbastanza lungo, permettono all'ospite di rimuovere, mediante i suoi meccanismi naturali di difesa, il microrganismo infettante dalla sede d'infezione. Se tali meccanismi dell'ospite non funzionano in maniera ottimale (ad esempio in soggetti immunocompromessi) l'infezione potrebbe non essere influenzata dalla terapia o potrebbe rispondere temporaneamente e ricomparire dopo la sua sospensione.
In questi casi potrebbe essere più opportuno valutare la concentrazione minima battericida (MBC) vale a dire la minima concentrazione di un antibiotico in grado di uccidere il 99.9% della popolazione batterica iniziale, quindi di sopperire alle funzioni normalmente svolte dai meccanismi di difesa dell'ospite (ad esempio dal sistema immunitario).

## Iniziative contro lo sviluppo delle resistenze
Diverse organizzazioni interessate al tema della resistenza agli antibiotici sono attive nell'esercitare pressioni per un miglioramento del contesto normativo. Approcci alla risoluzione dei problemi di abuso o di uso eccessivo di antibiotici vengono fatti per la creazione degli Stati Uniti di una Interagency Task Force sulla resistenza antimicrobica che intende affrontare attivamente il problema della resistenza agli antimicrobici. Tali attività vengono organizzate e coordinate dal Centro statunitense per il controllo e la prevenzione delle malattie, la Food and Drug Administration (FDA), e il National Institutes of Health (NIH), e coinvolgono anche diverse altre agenzie federali. Un gruppo di campagne delle ONG è Keep Antibiotics Working. In Francia, a partire dal 2002 una campagna del Governo dal titolo "Gli Antibiotici Non Sono Automatici" ha portato ad una significativa riduzione delle prescrizioni superflue di antibiotici, specialmente nei bambini. Nel Regno Unito, ci sono manifesti in molti ambulatori indicando che purtroppo nessuna quantità di antibiotici consente di sbarazzarsi del raffreddore, a seguito della richiesta rivolta da molti pazienti al proprio medico, in particolare la prescrizione inappropriata di antibiotici, nella convinzione che potessero aiutare nel trattamento di infezioni virali.
Nel settore agricolo, la resistenza agli antibiotici associati con l'uso non terapeutico degli antibiotici come promotori della crescita negli animali ha portato ad un loro uso limitato nel Regno Unito nel 1970 (relazione Swann 1969). Attualmente vi è un divieto su scala UE dell'uso non terapeutico degli antibiotici come promotori della crescita. Si stima che più del 70% degli antibiotici usati negli Stati Uniti sono impiegati per alimentare gli animali (ad esempio, polli, suini e bovini) in assenza di malattia. L'uso degli antibiotici negli animali da produzione alimentare è stato associato alla comparsa di ceppi resistenti all'antibiotico - Escherichia coli di batteri compresi Salmonella spp., Campylobacter spp., ed Enterococcus spp. Studi statunitensi e studi europei suggeriscono che questi batteri resistenti possano causare infezioni nell'uomo che non rispondono agli antibiotici comunemente prescritti. In risposta a queste pratiche e ai problemi che ne conseguono, diverse organizzazioni (ad esempio la American Society for Microbiology (ASM), American Public Health Association (APHA) e l'American Medical Association (AMA)) hanno chiesto che fossero poste restrizioni sull'uso di antibiotici negli animali da produzione alimentare e che sia posto un limite a tutti gli usi non terapeutici. [citazione necessaria] Tuttavia, i ritardi nelle azioni normative e legislative per limitare l'uso di antibiotici sono comuni, e possono includere la resistenza a questi cambiamenti da parte delle industrie, così come il tempo dedicato alla ricerca per stabilire un collegamento causale tra l'uso di antibiotici e comparsa di malattie incurabili batteriche. Due disegni di legge federale (S.742 e HR 2562), volti a eliminare gradualmente gli antibiotici non-terapeutici dalla produzione degli alimenti di origine animale negli Stati Uniti sono stati proposti, ma non hanno ottenuto grandi consensi. L'Unione europea ha vietato l'uso di antibiotici come agenti di promozione della crescita dal 2003.
I principali luoghi di diffusione nell'ambiente di antibiotici resistenti sono i reflui delle stalle industriali e dei depuratori urbani .

### Ricerca
Tra le iniziative per fronteggiare il fenomeno, vi è la ricerca di nuovi farmaci che incontrano minore resistenza. Si tratta di un campo che richiede forti investimenti, che le case farmaceutiche si sono mostrate riluttanti a fare, perché prevedono che dei nuovi antibiotici sarà scoraggiata la prescrizione su vasta scala al fine di ritardare lo sviluppo di farmacoresistenze, un'eventualità considerata quasi inevitabile.
Tra gli antibiotici sviluppati in tal senso, vi sono alcuni antibiotici polipeptidici, tra i quali Tirotricina e Polimixina B, o il Teixobactin, quest'ultimo scoperto nel 2015 e in attesa di trial clinici.

## Procalcitonina
È stato dimostrato che l'utilizzo di algoritmi di diagnosi delle infezioni batteriche e somministrazione della terapia antibiotica (Antibiotic Stewardship) guidati da procalcitonina può ridurre sensibilmente l'esposizione agli antibiotici. È possibile quindi supporre un beneficio indiretto in termini di riduzione dell'antibiotico resistenza derivante dall'utilizzo della PCT.

## Diffusione
L'antibiotico-resistenza è classificata come una delle dieci minacce globali alla salute della popolazione. Nel 2019 essa causato 1.27 milioni di decessi nel mondo, oltre ad ulteriori 5 milioni associati ad essa come concausa di morte.

### Italia
Con 11.000 decessi su un totale europeo di 33.000, l'Italia deteneva nel 2022 il primato europeo di morti per antibiotico-resistenza.
È risultata al pari di Paesi privi di risorse economiche per affrontare questo problema (come Bosnia, Turchia, Sud Africa, Serbia e India).